# منتخب جمهورية الدومينيكان تحت 17 سنة لكرة القدم
منتخب جمهورية الدومينيكان تحت 17 سنة لكرة القدم (بالإسبانية: Selección de fútbol sub-17 de República Dominicana)‏ هو ممثل جمهورية الدومينيكان الرسمي في المنافسات الدولية في كرة القدم تحت 17 سنة .